# تپه خراسانه
تپه خراسانه مربوط به سدهٔ ۶ تا ۸ ه.ق است و در شهرستان بوکان، بخش مرکزی، دهستان آختاچی، روستای خراسانه واقع شده و این اثر در تاریخ ۷ اسفند ۱۳۸۵ با شمارهٔ ثبت ۱۷۷۲۸ به‌عنوان یکی از آثار ملی ایران به ثبت رسیده است.